# Giovanni Patrizi Naro Montoro, VIII marchese di Montoro
Giovanni Patrizi Naro Montoro, VIII marchese di Montoro, indicato anche come Giovanni II Patrizi Naro Montoro (Roma, 28 luglio 1775 – Roma, 18 gennaio 1818), è stato un nobile, militare e politico italiano.

## Biografia
Nato a Roma il 28 luglio 1775, Giovanni era figlio di Francesco Naro, marchese di Mompeo e di sua moglie, la nobildonna Porzia Maria Patrizi Chigi Montoro, VIII marchesa di Montoro. Suo zio paterno era quindi il cardinale Benedetto Naro. Era inoltre imparentato con la famiglia Ruspoli dal momento che sua nonna si era sposata in prime nozze con Alessandro Ruspoli, II principe di Cerveteri.
Dopo la morte del nonno, Giovanni I Chigi Montoro, VII marchese di Montoro nel 1772, la madre si era ritrovata erede del marchesato di Montoro, in Umbria, che si era ritrovata a reggere come ultima erede della sua casata. Avendo sposato il nobile Francesco Naro, marchese di Mompeo, dopo tre anni di matrimonio diede alla luce appunto Giovanni che le leggi dell'epoca l'associarono ad associare con sé nella reggenza del trono del marchesato feudale della sua famiglia. Con la sua ascesa divenne anche Vessillifero di Santa Romana Chiesa, titolo ereditario che i marchesi di Montoro portavano ormai da diverse generazioni.
Giovanni, assunse quindi sia il cognome del padre che quello della madre (per essere abilitato a succederle come discendente) e rimase in tale posizione durante il difficile periodo della Rivoluzione francese che pure privò la sua casata come molte altre di diversi beni feudali. Con la restaurazione papalina, ad ogni modo, decise con la madre di rinunciare ai propri titoli feudali, mantenendoli unicamente a livello onorifico. Nel 1801, con lo scioglimento del corpo dei Cavalleggeri pontifici, Pio VII dispose la creazione della Guardia nobile pontificia e Giovanni ne entrò a far parte come capitano. Alla morte di suo padre nel 1813 ereditò anche la posizione di Vessillifero di Santa Romana Chiesa che la famiglia paterna possedeva da due secoli.
Pio VII nel 1810 nominò Giovanni al titolo di senatore di Roma, in sostituzione del principe Abbondio Rezzonico (nipote di papa Clemente XIII) in quell'anno defunto.
Morì ad ogni modo a Roma il 18 gennaio 1818, mentre sua madre morirà nel 1835.

## Matrimonio e figli
Il 23 aprile 1798, a Roma, Giovanni sposò la principessa Cunegonda di Sassonia-Lusitz, figlia di Francesco Saverio di Sassonia (figlio a sua volta di re Augusto III di Polonia) e di sua moglie, la contessa Chiara Spinucci. La coppia ebbe i seguenti eredi:
- Francesco Saverio (?-?), gesuita
- Costantino (1798-1876), cardinale
- Filippo (1801-1858), IX marchese di Montoro

## Albero genealogico
|                                                              |                                                |                                                   | Genitori                                                     |  |  | Nonni |  |  | Bisnonni      |  |  | Trisnonni                                  |  |
|                                                              |                                                |                                                   |                                                              |  |  |       |  |  | Ulderico Naro |  |  | Giovanni Battista Naro, marchese di Mompeo |  |
|                                                              |                                                |                                                   |                                                              |  |  |       |  |  | Ulderico Naro |  |  | Giovanni Battista Naro, marchese di Mompeo |  |
|                                                              |                                                | Anna Maria di Carpegna                            |                                                              |  |  |       |  |  | Ulderico Naro |  |  |                                            |  |
| Fabrizio Naro, marchese di Mompeo                            |                                                |                                                   |                                                              |  |  |       |  |  | Ulderico Naro |  |  |                                            |  |
|                                                              |                                                | Laura Patrizi                                     | …                                                            |  |  |       |  |  |               |  |  |                                            |  |
|                                                              |                                                | Laura Patrizi                                     | …                                                            |  |  |       |  |  |               |  |  |                                            |  |
|                                                              |                                                | Laura Patrizi                                     | …                                                            |  |  |       |  |  |               |  |  |                                            |  |
| Francesco Naro, marchese di Mompeo                           |                                                | Laura Patrizi                                     |                                                              |  |  |       |  |  |               |  |  |                                            |  |
|                                                              |                                                | Mario Marescotti Capizucchi                       | Alessandro Marescotti Capizucchi, V conte di Vignanello      |  |  |       |  |  |               |  |  |                                            |  |
|                                                              |                                                | Mario Marescotti Capizucchi                       | Alessandro Marescotti Capizucchi, V conte di Vignanello      |  |  |       |  |  |               |  |  |                                            |  |
|                                                              |                                                | Mario Marescotti Capizucchi                       | Prudenza Gabrielli                                           |  |  |       |  |  |               |  |  |                                            |  |
| Prudenzia Marescotti Capizucchi                              |                                                | Mario Marescotti Capizucchi                       |                                                              |  |  |       |  |  |               |  |  |                                            |  |
|                                                              |                                                | Cassandra Sacchetti                               | Giovanni Battista Sacchetti, II marchese di Castel Rigattini |  |  |       |  |  |               |  |  |                                            |  |
|                                                              |                                                | Cassandra Sacchetti                               | Giovanni Battista Sacchetti, II marchese di Castel Rigattini |  |  |       |  |  |               |  |  |                                            |  |
|                                                              |                                                | Cassandra Sacchetti                               | Caterina Acciaiuoli                                          |  |  |       |  |  |               |  |  |                                            |  |
| Giovanni Patrizi Naro Montoro, VIII marchese di Montoro      |                                                | Cassandra Sacchetti                               |                                                              |  |  |       |  |  |               |  |  |                                            |  |
|                                                              | Ludovico Chigi Montoro, VI marchese di Montoro | Lorenzo Chigi Montoro, V marchese di Montoro      |                                                              |  |  |       |  |  |               |  |  |                                            |  |
|                                                              | Ludovico Chigi Montoro, VI marchese di Montoro | Lorenzo Chigi Montoro, V marchese di Montoro      |                                                              |  |  |       |  |  |               |  |  |                                            |  |
|                                                              | Ludovico Chigi Montoro, VI marchese di Montoro | Laura Lancellotti                                 |                                                              |  |  |       |  |  |               |  |  |                                            |  |
| Giovanni Chigi Montoro, VII marchese di Montoro              | Ludovico Chigi Montoro, VI marchese di Montoro |                                                   |                                                              |  |  |       |  |  |               |  |  |                                            |  |
|                                                              |                                                | Maria Drusilla Santacroce                         | Scipione Santacroce, marchese di Pietraforte                 |  |  |       |  |  |               |  |  |                                            |  |
|                                                              |                                                | Maria Drusilla Santacroce                         | Scipione Santacroce, marchese di Pietraforte                 |  |  |       |  |  |               |  |  |                                            |  |
|                                                              |                                                | Maria Drusilla Santacroce                         | Ottavia Corsini                                              |  |  |       |  |  |               |  |  |                                            |  |
| Porzia Maria Patrizi Chigi Montoro, VIII marchesa di Montoro |                                                | Maria Drusilla Santacroce                         |                                                              |  |  |       |  |  |               |  |  |                                            |  |
|                                                              |                                                | Patrizio III Patrizi, marchese di Castel Giuliano | Costanzo Patrizi, marchese di Castel Giuliano                |  |  |       |  |  |               |  |  |                                            |  |
|                                                              |                                                | Patrizio III Patrizi, marchese di Castel Giuliano | Costanzo Patrizi, marchese di Castel Giuliano                |  |  |       |  |  |               |  |  |                                            |  |
|                                                              |                                                | Patrizio III Patrizi, marchese di Castel Giuliano | Porzia Gabrielli                                             |  |  |       |  |  |               |  |  |                                            |  |
| Maria Virginia Patrizi                                       |                                                | Patrizio III Patrizi, marchese di Castel Giuliano |                                                              |  |  |       |  |  |               |  |  |                                            |  |
|                                                              |                                                | Maria Angela di Carpegna                          | Francesco Maria di Carpegna, conte di Carpegna               |  |  |       |  |  |               |  |  |                                            |  |
|                                                              |                                                | Maria Angela di Carpegna                          | Francesco Maria di Carpegna, conte di Carpegna               |  |  |       |  |  |               |  |  |                                            |  |
|                                                              |                                                | Maria Angela di Carpegna                          | Giustina Ginevra Baldinotti di Peschio                       |  |  |       |  |  |               |  |  |                                            |  |
|                                                              |                                                | Maria Angela di Carpegna                          |                                                              |  |  |       |  |  |               |  |  |                                            |  |